# دنباله چرخ‌دنده

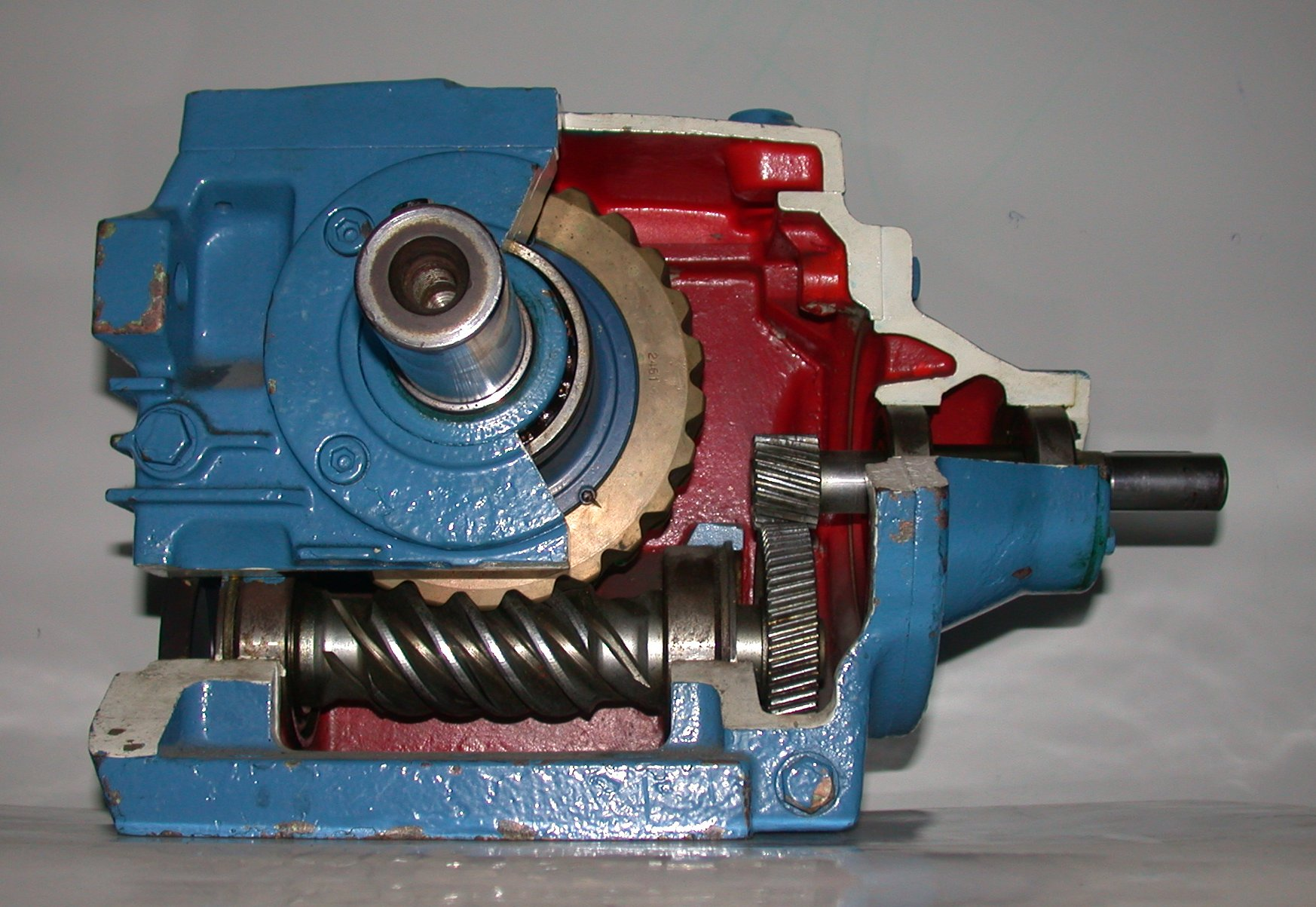
تصویر نمونه یک دنباله چرخ دنده

دنباله چرخ‌دنده (انگلیسی: Gear train) یا قطار چرخ‌دنده، یک سیستم مکانیکی است، که از به‌هم پیوستن دو یا چند چرخ‌دنده و نصب آنها بر روی یک قاب، تشکیل می‌شود. دنباله‌های چرخ‌دنده بگونه‌ای طراحی و نصب می‌شوند، که باعث حرکت بدون لغزش دایره‌های چرخ‌دنده‌ها و در نتیجه انتقال نیرو به‌صورت خطی، از یک چرخ‌دنده به چرخ‌دنده دیگر می‌شود. پیشینه انتقال نیروی چرخشی با استفاده از تماس چرخ‌دنده‌ها به سازوکار آنتیکیترا در یونان و ارابه‌های چینی بازمی‌گردد.